# Gloginka
Gloginka (bulgariska: Глогинка) är ett distrikt i Bulgarien.   Det ligger i kommunen Obsjtina Popovo och regionen Tărgovisjte, i den nordöstra delen av landet, 250 km öster om huvudstaden Sofia.